# Alan Evans (darter)
Alan Evans, wł. David Alan Evans (ur. 1949 w Rhondda, zm. 11 kwietnia 1999 w Barry) – walijski darter grający w latach 70. i 80. XX wieku. Był jednym z pierwszych zawodników pokazywanych w telewizji. Popularność zgarnął w latach 70., po wygranej w turnieju Winmau World Masters w 1975 roku. Porównywany z takimi zawodnikami jak Eric Bristow, John Lowe i Jocky Wilson, którzy stali się od niego bardziej popularni.
Znany ze względu na swój popisowy ciąg rzutów (3 razy bullseye, czyli środek tarczy, co dawało zejście 150 – punktowe).
Zmarł w wieku 49 lat. Jest często wspominany przez angielskich komentatorów, zaś zejścia ze 150 punktów poprzez trafienie 3 razy bullseye nazwane zostały "Alan Evans Shot".